# Class switching

Verschillende types immunoglobulinen

Immunoglobuline class switching is in de immunologie het veranderen van het constante gedeelte van antilichamen die een B-cel produceren na bepaalde stimuli door cytokinen, terwijl het antigeen-herkennende gedeelte hetzelfde blijft.
Er bestaan verschillende vormen immunoglobuline: immunoglobuline M (IgM), G (IgG), A (IgA), E (IgE), en D (IgD). Ze worden allemaal gemaakt door B-lymfocyten, maar onder verschillende omstandigheden. Een jonge B-cel produceert in principe IgM en IgD. Na activatie door een folliculaire T-helpercel ondergaat het een verandering en produceert ook antilichamen van de andere klassen: IgA, IgG of IgE. Deze antilichamen zijn anders van grootte en kunnen daardoor op andere plekken van het lichaam terechtkomen. Bij de class switching verandert het constante gedeelte van de keten van de immunoglobuline en niet het variabele gedeelte waaraan het antigeen bindt. Class switching zorgt er dus niet voor dat de B-cel ineens antilichamen tegen een ander antigeen gaat produceren. Bij class switching vindt deletie van genetisch materiaal plaats, dit is dus onomkeerbaar.